# Vòng loại Giải vô địch bóng đá thế giới 2018 – Khu vực Nam Mỹ
Dưới đây là bài chi tiết về vòng loại giải vô địch bóng đá thế giới 2018 khu vực Nam Mỹ.

## Thể thức
10 đội bóng thành viên của Liên đoàn bóng đá Nam Mỹ (CONMEBOL) sẽ thi đấu vòng tròn 2 lượt cạnh tranh 4,5 suất tham dự vòng chung kết World Cup 2018. 4 đội dẫn đầu sẽ giành vé vào thẳng vòng chung kết và đội xếp thứ 5 sẽ giành quyền tham dự vòng play-off.
Lễ bốc thăm vòng loại diễn ra vào ngày 25 tháng 7 năm 2015 tại Cung điện Konstantinovsky ở Strelna, Sankt-Peterburg, Nga.

## Các đội tham dự
Có tất cả 10 đội thành viên CONMEBOL tham dự vòng loại này.
- Argentina
- Bolivia
- Brasil
- Chile
- Colombia
- Ecuador
- Paraguay
- Perú
- Uruguay
- Venezuela

## Lịch thi đấu
Có tất cả 18 vòng đấu: 4 vòng vào năm 2015, 6 vòng vào năm 2016, và 8 vòng vào năm 2017.
| Vòng đấu | Ngày                            |
| -------- | ------------------------------- |
| Vòng 1   | 5–13 tháng 10 năm 2015          |
| Vòng 2   | 5–13 tháng 10 năm 2015          |
| Vòng 3   | 9–17 tháng 11 năm 2015          |
| Vòng 4   | 9–17 tháng 11 năm 2015          |
| Vòng 5   | 21–29 tháng 3 năm 2016          |
| Vòng 6   | 21–29 tháng 3 năm 2016          |
| Vòng 7   | 29 tháng 8 – 6 tháng 9 năm 2016 |
| Vòng 8   | 29 tháng 8 – 6 tháng 9 năm 2016 |
| Vòng 9   | 3–11 tháng 10 năm 2016          |
| Vòng 10  | 3–11 tháng 10 năm 2016          |

| Vòng đấu | Ngày                            |
| -------- | ------------------------------- |
| Vòng 11  | 7–15 tháng 11 năm 2016          |
| Vòng 12  | 7–15 tháng 11 năm 2016          |
| Vòng 13  | 20–28 tháng 3 năm 2017          |
| Vòng 14  | 20–28 tháng 3 năm 2017          |
| Vòng 15  | 28 tháng 8 – 5 tháng 9 năm 2017 |
| Vòng 16  | 28 tháng 8 – 5 tháng 9 năm 2017 |
| Vòng 17  | 2–10 tháng 10 năm 2017          |
| Vòng 18  | 2–10 tháng 10 năm 2017          |

Nếu có đại diện CONMEBOL tham dự vòng play-off liên lục địa, trận đấu sẽ diễn ra trong các ngày 6 và 14 tháng 11 năm 2017.

## Bảng xếp hạng chung cuộc
| Tiêu chí xếp hạng vòng loại Giải vô địch bóng đá thế giới 2018 |
| --- |
| Với thể thức sân nhà và sân khách, việc xếp hạng các đội trong mỗi bảng được dựa trên các tiêu chí sau đây (quy định các Điều 20.6 và 20.7): 1. Điểm số (3 điểm cho 1 trận thắng, 1 điểm cho 1 trận hòa, 0 điểm cho 1 trận thua) 2. Hiệu số bàn thắng thua 3. Số bàn thắng 4. Điểm số trong trận đấu giữa các đội 5. Hiệu số bàn thắng thua trong trận đấu giữa các đội 6. Số bàn thắng ghi được trong trận đấu giữa các đội 7. Số bàn thắng sân khách ghi được trong các trận đấu giữa các đội 8. Trận play-off trên sân trung lập (nếu được chấp thuận bởi FIFA), với hiệp phụ và đá sút luân lưu nếu cần |

| VT | Đội       | ST | T  | H | B  | BT | BB | HS  | Đ  | Giành quyền tham dự |     |     |     |     |     |     |     |     |     |     |     |
| -- | --------- | -- | -- | - | -- | -- | -- | --- | -- | ------------------- | --- | --- | --- | --- | --- | --- | --- | --- | --- | --- | --- |
| 1  | Brasil    | 18 | 12 | 5 | 1  | 41 | 11 | +30 | 41 | FIFA World Cup 2018 |     |     | 2–2 | 3–0 | 2–1 | 3–0 | 3–0 | 3–0 | 2–0 | 5–0 | 3–1 |
| 2  | Uruguay   | 18 | 9  | 4 | 5  | 32 | 20 | +12 | 31 | FIFA World Cup 2018 |     | 1–4 |     | 0–0 | 3–0 | 1–0 | 3–0 | 4–0 | 2–1 | 4–2 | 3–0 |
| 3  | Argentina | 18 | 7  | 7 | 4  | 19 | 16 | +3  | 28 | FIFA World Cup 2018 |     | 1–1 | 1–0 |     | 3–0 | 0–0 | 1–0 | 0–1 | 0–2 | 2–0 | 1–1 |
| 4  | Colombia  | 18 | 7  | 6 | 5  | 21 | 19 | +2  | 27 | FIFA World Cup 2018 |     | 1–1 | 2–2 | 0–1 |     | 2–0 | 0–0 | 1–2 | 3–1 | 1–0 | 2–0 |
| 5  | Perú      | 18 | 7  | 5 | 6  | 27 | 26 | +1  | 26 | Trận play-off       |     | 0–2 | 2–1 | 2–2 | 1–1 |     | 3–4 | 1–0 | 2–1 | 2–1 | 2–2 |
| 6  | Chile     | 18 | 8  | 2 | 8  | 26 | 27 | −1  | 26 |                     |     | 2–0 | 3–1 | 1–2 | 1–1 | 2–1 |     | 0–3 | 2–1 | 3–0 | 3–1 |
| 7  | Paraguay  | 18 | 7  | 3 | 8  | 19 | 25 | −6  | 24 |                     | 2–2 | 1–2 | 0–0 | 0–1 | 1–4 | 2–1 |     | 2–1 | 2–1 | 0–1 |     |
| 8  | Ecuador   | 18 | 6  | 2 | 10 | 26 | 29 | −3  | 20 |                     | 0–3 | 2–1 | 1–3 | 0–2 | 1–2 | 3–0 | 2–2 |     | 2–0 | 3–0 |     |
| 9  | Bolivia   | 18 | 4  | 2 | 12 | 16 | 38 | −22 | 14 |                     | 0–0 | 0–2 | 2–0 | 2–3 | 3–0 | 1–0 | 1–0 | 2–2 |     | 4–2 |     |
| 10 | Venezuela | 18 | 2  | 6 | 10 | 19 | 35 | −16 | 12 |                     | 0–2 | 0–0 | 2–2 | 0–0 | 2–2 | 1–4 | 0–1 | 1–3 | 5–0 |     |     |

1. ↑  FIFA xử Chile thắng 3–0 sau khi ban tổ chức phát hiện cầu thủ Nelson Cabrera của đội tuyển Bolivia không đủ điều kiện thi đấu, sau khi trận đấu kết thúc với tỉ số hòa 0–0.[5]
2. ↑  FIFA xử Peru thắng 3–0 sau khi ban tổ chức phát hiện cầu thủ Nelson Cabrera của Bolivia không đủ điều kiện thi đấu, sau khi Bolivia dẫn trước Peru với tỉ số 2–0.[5]

## Kết quả

### Vòng 1
| Bolivia | 0–2                                 | Uruguay                 |
| ------- | ----------------------------------- | ----------------------- |
|         | Chi tiết (FIFA) Chi tiết (CONMEBOL) | Cáceres 10' · Godín 68' |

| Colombia                      | 2–0                                 | Perú |
| ----------------------------- | ----------------------------------- | ---- |
| Gutiérrez 36' · Cardona 90+5' | Chi tiết (FIFA) Chi tiết (CONMEBOL) |      |

| Venezuela | 0–1                                 | Paraguay     |
| --------- | ----------------------------------- | ------------ |
|           | Chi tiết (FIFA) Chi tiết (CONMEBOL) | González 85' |

| Chile                    | 2–0                                 | Brasil |
| ------------------------ | ----------------------------------- | ------ |
| Vargas 72' · Sánchez 88' | Chi tiết (FIFA) Chi tiết (CONMEBOL) |        |

| Argentina | 0–2                                 | Ecuador                 |
| --------- | ----------------------------------- | ----------------------- |
|           | Chi tiết (FIFA) Chi tiết (CONMEBOL) | Erazo 81' · Caicedo 82' |

### Vòng 2
| Ecuador                                | 2–0                                 | Bolivia |
| -------------------------------------- | ----------------------------------- | ------- |
| M. Bolaños 81' · Caicedo 90+5' (ph.đ.) | Chi tiết (FIFA) Chi tiết (CONMEBOL) |         |

| Uruguay                               | 3–0                                 | Colombia |
| ------------------------------------- | ----------------------------------- | -------- |
| Godín 34' · Rolán 51' · Hernández 87' | Chi tiết (FIFA) Chi tiết (CONMEBOL) |          |

| Paraguay | 0–0                                 | Argentina |
| -------- | ----------------------------------- | --------- |
|          | Chi tiết (FIFA) Chi tiết (CONMEBOL) |           |

| Brasil                                 | 3–1                                 | Venezuela     |
| -------------------------------------- | ----------------------------------- | ------------- |
| Willian 1', 42' · Ricardo Oliveira 73' | Chi tiết (FIFA) Chi tiết (CONMEBOL) | C. Santos 64' |

| Perú                                     | 3–4                                 | Chile                             |
| ---------------------------------------- | ----------------------------------- | --------------------------------- |
| Farfán 10', 36' (ph.đ.) · Guerrero 90+2' | Chi tiết (FIFA) Chi tiết (CONMEBOL) | Sánchez 7', 44' · Vargas 41', 49' |

### Vòng 3
| Bolivia                                             | 4–2                                 | Venezuela               |
| --------------------------------------------------- | ----------------------------------- | ----------------------- |
| Ramallo 19', 45+1' · Arce 23' (ph.đ.) · Cardozo 49' | Chi tiết (FIFA) Chi tiết (CONMEBOL) | Rondón 32' · Blanco 55' |

| Ecuador                    | 2–1                                 | Uruguay    |
| -------------------------- | ----------------------------------- | ---------- |
| Caicedo 23' · Martínez 59' | Chi tiết (FIFA) Chi tiết (CONMEBOL) | Cavani 49' |

| Chile     | 1–1                                 | Colombia      |
| --------- | ----------------------------------- | ------------- |
| Vidal 44' | Chi tiết (FIFA) Chi tiết (CONMEBOL) | Rodríguez 67' |

| Argentina   | 1–1                                 | Brasil         |
| ----------- | ----------------------------------- | -------------- |
| Lavezzi 34' | Chi tiết (FIFA) Chi tiết (CONMEBOL) | Lucas Lima 58' |

| Perú       | 1–0                                 | Paraguay |
| ---------- | ----------------------------------- | -------- |
| Farfán 20' | Chi tiết (FIFA) Chi tiết (CONMEBOL) |          |

### Vòng 4
| Colombia | 0–1                                 | Argentina  |
| -------- | ----------------------------------- | ---------- |
|          | Chi tiết (FIFA) Chi tiết (CONMEBOL) | Biglia 19' |

| Venezuela       | 1–3                                 | Ecuador                                     |
| --------------- | ----------------------------------- | ------------------------------------------- |
| J. Martínez 84' | Chi tiết (FIFA) Chi tiết (CONMEBOL) | F. Martínez 15' · Montero 23' · Caicedo 60' |

| Paraguay                  | 2–1                                 | Bolivia |
| ------------------------- | ----------------------------------- | ------- |
| Lezcano 61' · Barrios 64' | Chi tiết (FIFA) Chi tiết (CONMEBOL) | Duk 59' |

| Uruguay                                  | 3–0                                 | Chile |
| ---------------------------------------- | ----------------------------------- | ----- |
| Godín 23' · A. Pereira 61' · Cáceres 65' | Chi tiết (FIFA) Chi tiết (CONMEBOL) |       |

| Brasil                                                   | 3–0                                 | Perú |
| -------------------------------------------------------- | ----------------------------------- | ---- |
| Douglas Costa 22' · Renato Augusto 57' · Filipe Luís 76' | Chi tiết (FIFA) Chi tiết (CONMEBOL) |      |

### Vòng 5
| Bolivia                          | 2–3                                 | Colombia                                |
| -------------------------------- | ----------------------------------- | --------------------------------------- |
| Arce 50' (ph.đ.) · Chumacero 62' | Chi tiết (FIFA) Chi tiết (CONMEBOL) | Rodríguez 10' · Bacca 41' · Cardona 90' |

| Ecuador                      | 2–2                                 | Paraguay         |
| ---------------------------- | ----------------------------------- | ---------------- |
| E. Valencia 20' · Mena 90+2' | Chi tiết (FIFA) Chi tiết (CONMEBOL) | Lezcano 38', 59' |

| Chile         | 1–2                                 | Argentina                  |
| ------------- | ----------------------------------- | -------------------------- |
| Gutiérrez 11' | Chi tiết (FIFA) Chi tiết (CONMEBOL) | Di María 20' · Mercado 25' |

| Perú                         | 2–2                                 | Venezuela                          |
| ---------------------------- | ----------------------------------- | ---------------------------------- |
| Guerrero 61' · Ruidíaz 90+4' | Chi tiết (FIFA) Chi tiết (CONMEBOL) | Otero 33' (ph.đ.) · Villanueva 57' |

| Brasil                                | 2–2                                 | Uruguay                 |
| ------------------------------------- | ----------------------------------- | ----------------------- |
| Douglas Costa 1' · Renato Augusto 25' | Chi tiết (FIFA) Chi tiết (CONMEBOL) | Cavani 30' · Suárez 48' |

### Vòng 6
| Colombia                             | 3–1                                 | Ecuador    |
| ------------------------------------ | ----------------------------------- | ---------- |
| Bacca 15', 67' · Sebastián Pérez 48' | Chi tiết (FIFA) Chi tiết (CONMEBOL) | Arroyo 90' |

| Uruguay    | 1–0                                 | Perú |
| ---------- | ----------------------------------- | ---- |
| Cavani 51' | Chi tiết (FIFA) Chi tiết (CONMEBOL) |      |

| Venezuela | 1–4                                 | Chile                               |
| --------- | ----------------------------------- | ----------------------------------- |
| Otero 9'  | Chi tiết (FIFA) Chi tiết (CONMEBOL) | Pinilla 33', 52' · Vidal 72', 90+2' |

| Argentina                       | 2–0                                 | Bolivia |
| ------------------------------- | ----------------------------------- | ------- |
| Mercado 21' · Messi 29' (ph.đ.) | Chi tiết (FIFA) Chi tiết (CONMEBOL) |         |

| Paraguay                  | 2–2                                 | Brasil                                  |
| ------------------------- | ----------------------------------- | --------------------------------------- |
| Lezcano 40' · Benítez 49' | Chi tiết (FIFA) Chi tiết (CONMEBOL) | Ricardo Oliveira 79' · Dani Alves 90+2' |

### Vòng 7
| Bolivia                  | 0–3 Xử thua                         | Perú |
| ------------------------ | ----------------------------------- | ---- |
| Escobar 38' · Raldes 86' | Chi tiết (FIFA) Chi tiết (CONMEBOL) |      |

| Colombia                        | 2–0                                 | Venezuela |
| ------------------------------- | ----------------------------------- | --------- |
| Rodríguez 45+2' · M. Torres 82' | Chi tiết (FIFA) Chi tiết (CONMEBOL) |           |

| Ecuador | 0–3                                 | Brasil                                        |
| ------- | ----------------------------------- | --------------------------------------------- |
|         | Chi tiết (FIFA) Chi tiết (CONMEBOL) | Neymar 72' (ph.đ.) · Gabriel Jesus 87', 90+2' |

| Argentina | 1–0                                 | Uruguay |
| --------- | ----------------------------------- | ------- |
| Messi 43' | Chi tiết (FIFA) Chi tiết (CONMEBOL) |         |

| Paraguay                   | 2–1                                 | Chile     |
| -------------------------- | ----------------------------------- | --------- |
| O. Romero 6' · Da Silva 9' | Chi tiết (FIFA) Chi tiết (CONMEBOL) | Vidal 37' |

### Vòng 8
| Uruguay                                                | 4–0                                 | Paraguay |
| ------------------------------------------------------ | ----------------------------------- | -------- |
| Cavani 18', 54' · Rodríguez 42' · Suárez 45+1' (ph.đ.) | Chi tiết (FIFA) Chi tiết (CONMEBOL) |          |

| Venezuela                 | 2–2                                 | Argentina                 |
| ------------------------- | ----------------------------------- | ------------------------- |
| Juanpi 34' · Martínez 52' | Chi tiết (FIFA) Chi tiết (CONMEBOL) | Pratto 58' · Otamendi 83' |

| Chile | 3–0 Xử thắng                        | Bolivia |
| ----- | ----------------------------------- | ------- |
|       | Chi tiết (FIFA) Chi tiết (CONMEBOL) |         |

| Brasil                  | 2–1                                 | Colombia              |
| ----------------------- | ----------------------------------- | --------------------- |
| Miranda 2' · Neymar 75' | Chi tiết (FIFA) Chi tiết (CONMEBOL) | Marquinhos 36' (l.n.) |

| Perú                          | 2–1                                 | Ecuador      |
| ----------------------------- | ----------------------------------- | ------------ |
| Cueva 19' (ph.đ.) · Tapia 78' | Chi tiết (FIFA) Chi tiết (CONMEBOL) | Achilier 31' |

### Vòng 9
| Ecuador                                     | 3–0                                 | Chile |
| ------------------------------------------- | ----------------------------------- | ----- |
| A. Valencia 19' · Ramírez 23' · Caicedo 46' | Chi tiết (FIFA) Chi tiết (CONMEBOL) |       |

| Uruguay                       | 3–0                                 | Venezuela |
| ----------------------------- | ----------------------------------- | --------- |
| Lodeiro 29' · Cavani 46', 79' | Chi tiết (FIFA) Chi tiết (CONMEBOL) |           |

| Paraguay | 0–1                                 | Colombia    |
| -------- | ----------------------------------- | ----------- |
|          | Chi tiết (FIFA) Chi tiết (CONMEBOL) | Cardona 90' |

| Brasil                                                                        | 5–0                                 | Bolivia |
| ----------------------------------------------------------------------------- | ----------------------------------- | ------- |
| Neymar 11' · Coutinho 26' · Filipe Luís 39' · Gabriel Jesus 44' · Firmino 75' | Chi tiết (FIFA) Chi tiết (CONMEBOL) |         |

| Perú                             | 2–2                                 | Argentina                    |
| -------------------------------- | ----------------------------------- | ---------------------------- |
| Guerrero 58' · Cueva 84' (ph.đ.) | Chi tiết (FIFA) Chi tiết (CONMEBOL) | Funes Mori 15' · Higuaín 77' |

### Vòng 10
| Bolivia         | 2–2                                 | Ecuador              |
| --------------- | ----------------------------------- | -------------------- |
| Escobar 3', 42' | Chi tiết (FIFA) Chi tiết (CONMEBOL) | E. Valencia 47', 89' |

| Colombia               | 2–2                                 | Uruguay                    |
| ---------------------- | ----------------------------------- | -------------------------- |
| Aguilar 15' · Mina 84' | Chi tiết (FIFA) Chi tiết (CONMEBOL) | Rodríguez 27' · Suárez 73' |

| Argentina | 0–1                                 | Paraguay     |
| --------- | ----------------------------------- | ------------ |
|           | Chi tiết (FIFA) Chi tiết (CONMEBOL) | González 18' |

| Chile          | 2–1                                 | Perú       |
| -------------- | ----------------------------------- | ---------- |
| Vidal 10', 85' | Chi tiết (FIFA) Chi tiết (CONMEBOL) | Flores 76' |

| Venezuela | 0–2                                 | Brasil                         |
| --------- | ----------------------------------- | ------------------------------ |
|           | Chi tiết (FIFA) Chi tiết (CONMEBOL) | Gabriel Jesus 8' · Willian 53' |

### Vòng 11
| Colombia | 0–0                                 | Chile |
| -------- | ----------------------------------- | ----- |
|          | Chi tiết (FIFA) Chi tiết (CONMEBOL) |       |

| Uruguay                  | 2–1                                 | Ecuador     |
| ------------------------ | ----------------------------------- | ----------- |
| Coates 12' · Rolán 45+1' | Chi tiết (FIFA) Chi tiết (CONMEBOL) | Caicedo 45' |

| Paraguay   | 1–4                                 | Perú                                                       |
| ---------- | ----------------------------------- | ---------------------------------------------------------- |
| Riveros 9' | Chi tiết (FIFA) Chi tiết (CONMEBOL) | Ramos 48' · Flores 71' · Cueva 78' · É. Benítez 84' (l.n.) |

| Brasil                                     | 3–0                                 | Argentina |
| ------------------------------------------ | ----------------------------------- | --------- |
| Coutinho 25' · Neymar 45+1' · Paulinho 58' | Chi tiết (FIFA) Chi tiết (CONMEBOL) |           |

| Venezuela                                           | 5–0                                 | Bolivia |
| --------------------------------------------------- | ----------------------------------- | ------- |
| Kouffati 3' · J. Martínez 11', 67', 69' · Otero 75' | Chi tiết (FIFA) Chi tiết (CONMEBOL) |         |

### Vòng 12
| Bolivia    | 1–0                                 | Paraguay |
| ---------- | ----------------------------------- | -------- |
| Moreno 78' | Chi tiết (FIFA) Chi tiết (CONMEBOL) |          |

| Ecuador                                     | 3–0                                 | Venezuela |
| ------------------------------------------- | ----------------------------------- | --------- |
| Mina 51' · M. Bolaños 83' · E. Valencia 86' | Chi tiết (FIFA) Chi tiết (CONMEBOL) |           |

| Argentina                             | 3–0                                 | Colombia |
| ------------------------------------- | ----------------------------------- | -------- |
| Messi 10' · Pratto 23' · Di María 84' | Chi tiết (FIFA) Chi tiết (CONMEBOL) |          |

| Chile                           | 3–1                                 | Uruguay    |
| ------------------------------- | ----------------------------------- | ---------- |
| Vargas 45+1' · Sánchez 60', 76' | Chi tiết (FIFA) Chi tiết (CONMEBOL) | Cavani 17' |

| Perú | 0–2                                 | Brasil                                 |
| ---- | ----------------------------------- | -------------------------------------- |
|      | Chi tiết (FIFA) Chi tiết (CONMEBOL) | Gabriel Jesus 58' · Renato Augusto 78' |

### Vòng 13
| Colombia      | 1–0                                 | Bolivia |
| ------------- | ----------------------------------- | ------- |
| Rodríguez 83' | Chi tiết (FIFA) Chi tiết (CONMEBOL) |         |

| Paraguay                | 2–1                                 | Ecuador             |
| ----------------------- | ----------------------------------- | ------------------- |
| Valdez 12' · Alonso 65' | Chi tiết (FIFA) Chi tiết (CONMEBOL) | Caicedo 70' (ph.đ.) |

| Uruguay           | 1–4                                 | Brasil                                |
| ----------------- | ----------------------------------- | ------------------------------------- |
| Cavani 9' (ph.đ.) | Chi tiết (FIFA) Chi tiết (CONMEBOL) | Paulinho 18', 51', 90+2' · Neymar 74' |

| Argentina         | 1–0                                 | Chile |
| ----------------- | ----------------------------------- | ----- |
| Messi 16' (ph.đ.) | Chi tiết (FIFA) Chi tiết (CONMEBOL) |       |

| Venezuela                  | 2–2                                 | Perú                        |
| -------------------------- | ----------------------------------- | --------------------------- |
| Villanueva 24' · Otero 40' | Chi tiết (FIFA) Chi tiết (CONMEBOL) | Carrillo 46' · Guerrero 64' |

### Vòng 14
| Bolivia                 | 2–0                                 | Argentina |
| ----------------------- | ----------------------------------- | --------- |
| - Arce 31' - Moreno 52' | Chi tiết (FIFA) Chi tiết (CONMEBOL) |           |

| Ecuador | 0–2                                 | Colombia                       |
| ------- | ----------------------------------- | ------------------------------ |
|         | Chi tiết (FIFA) Chi tiết (CONMEBOL) | - Rodríguez 20' - Cuadrado 34' |

| Chile                          | 3–1                                 | Venezuela       |
| ------------------------------ | ----------------------------------- | --------------- |
| - Sánchez 4' - Paredes 6', 22' | Chi tiết (FIFA) Chi tiết (CONMEBOL) | - S. Rondón 62' |

| Brasil                                    | 3–0                                 | Paraguay |
| ----------------------------------------- | ----------------------------------- | -------- |
| - Coutinho 34' - Neymar 63' - Marcelo 85' | Chi tiết (FIFA) Chi tiết (CONMEBOL) |          |

| Perú                        | 2–1                                 | Uruguay       |
| --------------------------- | ----------------------------------- | ------------- |
| - Guerrero 34' - Flores 62' | Chi tiết (FIFA) Chi tiết (CONMEBOL) | - Sánchez 30' |

### Vòng 15
| Venezuela | 0–0                                 | Colombia |
| --------- | ----------------------------------- | -------- |
|           | Chi tiết (FIFA) Chi tiết (CONMEBOL) |          |

| Chile | 0–3                                 | Paraguay                                       |
| ----- | ----------------------------------- | ---------------------------------------------- |
|       | Chi tiết (FIFA) Chi tiết (CONMEBOL) | - Vidal 24' (l.n.) - Cáceres 55' - Ortiz 90+2' |

| Uruguay | 0–0                                 | Argentina |
| ------- | ----------------------------------- | --------- |
|         | Chi tiết (FIFA) Chi tiết (CONMEBOL) |           |

| Brasil                        | 2–0                                 | Ecuador |
| ----------------------------- | ----------------------------------- | ------- |
| - Paulinho 69' - Coutinho 76' | Chi tiết (FIFA) Chi tiết (CONMEBOL) |         |

| Perú                     | 2–1                                 | Bolivia       |
| ------------------------ | ----------------------------------- | ------------- |
| - Flores 55' - Cueva 59' | Chi tiết (FIFA) Chi tiết (CONMEBOL) | - Álvarez 72' |

### Vòng 16
| Bolivia            | 1–0                                 | Chile |
| ------------------ | ----------------------------------- | ----- |
| - Arce 59' (ph.đ.) | Chi tiết (FIFA) Chi tiết (CONMEBOL) |       |

| Colombia     | 1–1                                 | Brasil          |
| ------------ | ----------------------------------- | --------------- |
| - Falcao 56' | Chi tiết (FIFA) Chi tiết (CONMEBOL) | - Willian 45+2' |

| Ecuador                   | 1–2                                 | Perú                       |
| ------------------------- | ----------------------------------- | -------------------------- |
| - E. Valencia 79' (ph.đ.) | Chi tiết (FIFA) Chi tiết (CONMEBOL) | - Flores 73' - Hurtado 76' |

| Argentina              | 1–1                                 | Venezuela     |
| ---------------------- | ----------------------------------- | ------------- |
| - Feltscher 54' (l.n.) | Chi tiết (FIFA) Chi tiết (CONMEBOL) | - Murillo 51' |

| Paraguay        | 1–2                                 | Uruguay                           |
| --------------- | ----------------------------------- | --------------------------------- |
| - Á. Romero 88' | Chi tiết (FIFA) Chi tiết (CONMEBOL) | - Valverde 76' - Gómez 80' (l.n.) |

### Vòng 17
| Bolivia | 0–0                                 | Brasil |
| ------- | ----------------------------------- | ------ |
|         | Chi tiết (FIFA) Chi tiết (CONMEBOL) |        |

| Venezuela | 0–0                                 | Uruguay |
| --------- | ----------------------------------- | ------- |
|           | Chi tiết (FIFA) Chi tiết (CONMEBOL) |         |

| Argentina | 0–0                                 | Perú |
| --------- | ----------------------------------- | ---- |
|           | Chi tiết (FIFA) Chi tiết (CONMEBOL) |      |

| Chile                      | 2–1                                 | Ecuador         |
| -------------------------- | ----------------------------------- | --------------- |
| - Vargas 22' - Sánchez 85' | Chi tiết (FIFA) Chi tiết (CONMEBOL) | - R. Ibarra 82' |

| Colombia     | 1–2                                 | Paraguay                       |
| ------------ | ----------------------------------- | ------------------------------ |
| - Falcao 79' | Chi tiết (FIFA) Chi tiết (CONMEBOL) | - Cardozo 89' - Sanabria 90+2' |

### Vòng 18
| Brasil                                    | 3–0                                 | Chile |
| ----------------------------------------- | ----------------------------------- | ----- |
| - Paulinho 55' - Gabriel Jesus 57', 90+2' | Chi tiết (FIFA) Chi tiết (CONMEBOL) |       |

| Ecuador      | 1–3                                 | Argentina           |
| ------------ | ----------------------------------- | ------------------- |
| R. Ibarra 1' | Chi tiết (FIFA) Chi tiết (CONMEBOL) | Messi 11', 18', 62' |

| Paraguay | 0–1                                 | Venezuela   |
| -------- | ----------------------------------- | ----------- |
|          | Chi tiết (FIFA) Chi tiết (CONMEBOL) | Herrera 84' |

| Perú         | 1–1                                 | Colombia      |
| ------------ | ----------------------------------- | ------------- |
| Guerrero 74' | Chi tiết (FIFA) Chi tiết (CONMEBOL) | Rodríguez 56' |

| Uruguay                                      | 4–2                                 | Bolivia                                  |
| -------------------------------------------- | ----------------------------------- | ---------------------------------------- |
| - Cáceres 39' - Cavani 42' - Suárez 60', 76' | Chi tiết (FIFA) Chi tiết (CONMEBOL) | - G. Silva 24' (l.n.) - Godín 79' (l.n.) |

## Vòng play-off liên lục địa
Lễ bốc thăm cho vòng play-off liên lục địa đã được tổ chức như một phần của bốc thăm vòng sơ loại giải vô địch bóng đá thế giới 2018 vào ngày 25 tháng 7 năm 2015, bắt đầu lúc 18:00 MSK (UTC+3), tại Cung điện Konstantinovsky ở Strelna, Sankt-Peterburg. Đội xếp thứ 5 từ CONMEBOL đối đầu với đội xếp thứ nhất từ OFC (New Zealand), với đội CONMEBOL tổ chức lượt 2.
| Đội 1       | TTS | Đội 2 | Lượt đi | Lượt về |
| ----------- | --- | ----- | ------- | ------- |
| New Zealand | 0–2 | Perú  | 0–0     | 0–2     |

## Các đội tuyển vượt qua vòng loại
Các đội tuyển sau đây từ CONMEBOL đã được vượt qua vòng loại cho giải đấu chung kết.
| Đội tuyển | Tư cách vòng loại                  | Ngày vượt qua vòng loại | Lần tham dự trước trong giải đấu1                                                                                           |
| --------- | ---------------------------------- | ----------------------- | --- |
| Brasil    | Vô địch                            | 28 tháng 3 năm 2017     | 20 (1930, 1934, 1938, 1950, 1954, 1958, 1962, 1966, 1970, 1974, 1978, 1982, 1986, 1990, 1994, 1998, 2002, 2006, 2010, 2014) |
| Uruguay   | Á quân                             | 10 tháng 10 năm 2017    | 12 (1930, 1950, 1954, 1962, 1966, 1970, 1974, 1986, 1990, 2002, 2010, 2014)                                                 |
| Argentina | Hạng ba                            | 10 tháng 10 năm 2017    | 16 (1930, 1934, 1958, 1962, 1966, 1974, 1978, 1982, 1986, 1990, 1994, 1998, 2002, 2006, 2010, 2014)                         |
| Colombia  | Hạng tư                            | 10 tháng 10 năm 2017    | 5 (1962, 1990, 1994, 1998, 2014)                                                                                            |
| Perú      | Thắng trận play-off OFC v CONMEBOL | 15 tháng 11 năm 2017    | 4 (1930, 1970, 1978, 1982)                                                                                                  |

1 In đậm chỉ ra vô địch cho năm đó. In nghiêng chỉ ra chủ nhà cho năm đó.

## Cầu thủ ghi bàn
10 bàn
- Edinson Cavani

7 bàn
- Lionel Messi
- Alexis Sánchez
- Felipe Caicedo

6 bàn
- Gabriel Jesus
- Neymar
- Paulinho
- Arturo Vidal
- James Rodríguez
- Paolo Guerrero

5 bàn
- Eduardo Vargas
- Enner Valencia
- Edison Flores
- Luis Suárez
- Josef Martínez

4 bàn
- Juan Carlos Arce
- Philippe Coutinho
- Willian
- Darío Lezcano
- Christian Cueva
- Rómulo Otero

3 bàn
- Pablo Escobar
- Renato Augusto
- Carlos Bacca
- Edwin Cardona
- Jefferson Farfán
- Martín Cáceres
- Diego Godín

2 bàn
- Ángel Di María
- Gabriel Mercado
- Lucas Pratto
- Marcelo Martins Moreno
- Rodrigo Ramallo
- Douglas Costa
- Filipe Luís
- Ricardo Oliveira
- Esteban Paredes
- Mauricio Pinilla
- Radamel Falcao
- Miller Bolaños
- Romario Ibarra
- Fidel Martínez
- Derlis González
- Cristian Rodríguez
- Diego Rolán
- Mikel Villanueva

1 bàn
- Lucas Biglia
- Ramiro Funes Mori
- Gonzalo Higuaín
- Ezequiel Lavezzi
- Nicolás Otamendi
- Gilbert Álvarez
- Rudy Cardozo
- Alejandro Chumacero
- Yasmani Duk
- Ronald Raldes
- Dani Alves
- Lucas Lima
- Marcelo
- Miranda
- Roberto Firmino
- Felipe Gutiérrez
- Abel Aguilar
- Juan Cuadrado
- Teófilo Gutiérrez
- Yerry Mina
- Sebastián Pérez
- Macnelly Torres
- Gabriel Achilier
- Michael Arroyo
- Frickson Erazo
- Ángel Mena
- Arturo Mina
- Jefferson Montero
- Cristian Ramírez
- Antonio Valencia
- Júnior Alonso
- Lucas Barrios
- Édgar Benítez
- Víctor Cáceres
- Óscar Cardozo
- Paulo da Silva
- Richard Ortiz
- Cristian Riveros
- Ángel Romero
- Óscar Romero
- Antonio Sanabria
- Bruno Valdez
- André Carrillo
- Paolo Hurtado
- Christian Ramos
- Raúl Ruidíaz
- Renato Tapia
- Sebastián Coates
- Abel Hernández
- Nicolás Lodeiro
- Álvaro Pereira
- Carlos Sánchez
- Federico Valverde
- Richard Blanco
- Yangel Herrera
- Juanpi
- Jacobo Kouffati
- Jhon Murillo
- Mario Rondón
- Salomón Rondón
- Christian Santos

1 bàn phản lưới nhà
- Marquinhos (trong trận gặp Colombia)
- Arturo Vidal (trong trận gặp Paraguay)
- Walter Ayoví (trong trận gặp Brasil)
- Édgar Benítez (trong trận gặp Peru)
- Gustavo Gómez (trong trận gặp Uruguay)
- Diego Godín (trong trận gặp Bolivia)
- Gastón Silva (trong trận gặp Bolivia)
- Rolf Feltscher (trong trận gặp Argentina)